# Cohoe
Cohoe és una concentració de població designada pel cens dels Estats Units a l'estat d'Alaska. Segons el cens del 2000 tenia 1.168 habitants.

## Demografia
Segons el cens del 2000, Cohoe tenia 1.168 habitants, 445 habitatges, i 295 famílies La densitat de població era de 6,5 habitants/km².
Dels 445 habitatges en un 34,6% hi vivien nens de menys de 18 anys, en un 56,4% hi vivien parelles casades, en un 5,6% dones solteres, i en un 33,7% no eren unitats familiars. En el 26,7% dels habitatges hi vivien persones soles el 6,3% de les quals corresponia a persones de 65 anys o més que vivien soles. El nombre mitjà de persones vivint en cada habitatge era de 2,61 i el nombre mitjà de persones que vivien en cada família era de 3,2.
Per edats la població es repartia de la següent manera: un 31,3% tenia menys de 18 anys, un 4,5% entre 18 i 24, un 28,4% entre 25 i 44, un 28,2% de 45 a 60 i un 7,7% 65 anys o més.
L'edat mediana era de 39 anys. Per cada 100 dones hi havia 117,1 homes. Per cada 100 dones de 18 o més anys hi havia 108 homes.
La renda mediana per habitatge era de 38.542 $ i la renda mediana per família de 44.167 $. Els homes tenien una renda mediana de 40.125 $ mentre que les dones 26.154 $. La renda per capita de la població era de 19.059 $. Aproximadament el 8% de les famílies i el 12,1% de la població estaven per davall del llindar de pobresa.

## Poblacions properes
El següent diagrama mostra les poblacions més properes.